# Eutropis beddomei
Eutropis beddomei (мабуя Беддоума) — вид сцинкоподібних ящірок родини сцинкових (Scincidae). Мешкає в Індії та на Шрі-Ланці. Вид названий на честь британського офіцера та натураліста Річарда Генрі Беддоума (1830—1911).

## Поширення і екологія
Мабуї Беддоума мешкають в Центральній і Південній Індії та на півночі острова Шрі-Ланка. Вони живуть в сухих і вологих тропічних лісах, на висоті до 1500 м над рівнем моря.